# 坦恩区
坦恩区（法語：Arrondissement de Thann）是法国上莱茵省的一个旧区。总面积525平方公里，总人口81614，人口密度155人/平方公里（2012年）。主要城镇为坦恩。2015年，坦恩区与盖布维莱尔区合并为坦恩-盖布维莱尔区。

## 辖区
坦恩区曾辖有52个市镇。